# Genaro Giménez de la Linde
Genaro Giménez de la Linde (Jaén, 1827-Jaén, 2 de octubre de 1885) fue un pintor español.

## Biografía
Este pintor, natural de Jaén, fue discípulo de Higinio Montalvo. En la Exposición Nacional de Bellas Artes de 1878 presentó los cuadros Visita del Prelado, Un bodegón y Los mal entretenidos. En la celebrada en su ciudad natal ese mismo año, también presentó algunos de los cuadros citados, además de otros que tituló A mal Cristo mucha sangre, Las hijas del Cid, Jugadores de naipes, Casa del Condestable Iranzu, La senda de los Huertos, Marina, La madre y el hijo, Frutero, Primer viaje de Cristóbal Colón a América, Cabeza de San Pablo y San Juan Bautista. De su mano salió, asimismo, el retrato del prelado Antolín Monescillo. Falleció en 1885, víctima de la cólera.